# Олександр Бельгійський
Принц Олександр Бельгійський (фр. Alexandre Emmanuel Henri Albert Marie Léopold; нід. Alexander Emanuel Hendrik Albert Maria Leopold; 18 липня 1942 року, Лакен, Бельгія — 29 листопада 2009, Сінт-Генезіус-Роде, Бельгія) — принц Бельгійський, старша дитина від другого шлюбу короля Леопольда III і принцеси Ліліан, єдинокровний брат королів Бельгії Бодуена I і Альберта II.

## Біографія
До 1945 року перебував разом з родиною під домашнім арештом. У 1945 році королівська сім'я була звільнена армією США. Потім в еміграції в Швейцарії, повернувся на батьківщину після національного референдуму 1950 року.
З 1960 року принц Олександр віддаляється від публічної діяльності, пов'язаної з його статусом.
Олександр спочатку навчався медицині, проте потім зайнявся бізнесом.
14 березня 1991 року Олександр одружився з двічі розлученою Леєю Інгою Дорою Волман. Шлюб тримався в секреті до 1998 року, тому що принц боявся, що його мати не схвалить цей союз.
Хоча вважається, що діти від другого шлюбу короля Леопольда III позбавлені права престолонаслідування, деякі вчені у галузі конституційного права вважають, що для цього немає достатніх юридичних підстав. Однак, секретний шлюб Олександра порушив статтю 85 бельгійської конституції, яка виключає можливість претендувати на трон будь-якого нащадка короля Леопольда I, котрий одружився без дозволу суверена.